# IC 4389
IC 4389 је спирална галаксија у сазвјежђу Кентаур која се налази на листи објеката дубоког неба у Индекс каталогу.
Деклинација објекта је - 40° 33' 11" а ректасцензија 14h 16m 46,2s. Привидна величина (магнитуда) објекта IC 4389 износи 14,4 а фотографска магнитуда 15,1. IC 4389 је још познат и под ознакама ESO 326-16, PGC 51000.